# Tissi Robinson
Tissi Robinson (* 25. August 1987 in Hameln) ist ein deutschamerikanischer Footballspieler.

## Laufbahn
Robinsons US-amerikanischer Vater war als Soldat in Deutschland stationiert und lernte dort seine Frau kennen. Robinson, der in Emmerthal aufwuchs, spielte beim örtlichen Verein TSG Emmerthal Fußball. Mit 14 Jahren zog er in die Vereinigten Staaten, wo sein Vater mittlerweile wieder lebte, und begann dort 2005 in der Schule mit dem Footballsport. Er wurde zunächst als Kicker eingesetzt, später dann in der Verteidigung. Er erhielt ein Stipendium für das Chadron State College (Bundesstaat Nebraska), 2008 ging er nach Deutschland zurück und wurde Mitglied der Braunschweig Lions, mit denen er Deutscher Meister 2008 wurde.
2009 ging er zu den Calanda Broncos nach Graubünden in die Schweiz, wurde in seinem ersten Jahr Schweizer Meister und als bester Akteur des Endspiels ausgezeichnet. Im Juli 2010 gewann er mit Calanda den Europapokalwettbewerb EFAF Cup, er holte mit der Mannschaft 2010 zudem wieder den Titel des Schweizer Meisters. Im August 2010 stieß er zur Mannschaft der kanadischen Université Laval, mit denen er die kanadische Hochschulmeisterschaft gewann, spielte dann wieder für die Calanda Broncos in der Schweiz, mit denen er 2011 erneut Landesmeister wurde. Robinson spielte im Herbst 2011 dann am Foothill College (US-Bundesstaat Kalifornien). 2012 gewann er mit Calanda seinen vierten Schweizer Meistertitel sowie den Eurobowl. In der Saison 2013, seinem letzten Jahr in der Schweiz, holte Robinson mit den Calanda Broncos seine fünfte Meisterschaft.
Zur Saison 2014 kehrte der 1,94 Meter große, auf verschiedenen Positionen einzusetzende Robinson (Defensive Back, Wide Receiver, Kicker und Returner) zu den Braunschweig Lions und somit in die höchste deutsche Liga zurück. Mit den Niedersachsen gewann er 2014, 2015, 2016 und 2019 die deutsche Meisterschaft, 2015, 2016, 2017 sowie 2018 zudem den Eurobowl.
Als Mitglied der deutschen Nationalmannschaft wurde er 2017 Zweiter der World Games.